# Максименков Ілля Олександрович
Ілля Олександрович Максименков (нар. 10 червня 1998, Смоленськ, Росія) — російський футболіст, півзахисник ульянівської «Волги». Син відомого російського футболіста та тренера Олександра Максименкова.

## Життєпис
Народився у Смоленську. На професійному рівні дебютував у складі місцевого клубу ЦРФСО, що згодом змінив назву на «Дніпро» См. Окрім того, на рівні чемпіонату Смоленської області захищав кольори «Камеї-СГАФКСТ», а у чемпіонаті міста з пляжного футболу виступав за ВТБ та смоленський «Кристал».
2019 року перейшов до лав ульянівської «Волги».

## Родина
- Батько — Максименков Олександр Іванович (1952–2012), радянський футболіст та російський футбольний тренер. Екс-гравець національної збірної СРСР.
- Дядько — Максименков Валерій Іванович (1940), радянський футболіст, півзахисник.